# ميل جونز
ميل جونز (11 أغسطس 1972 في المملكة المتحدة - ) (بالإنجليزية: Mel Jones)‏ هي لاعبة كريكت أسترالية. شاركت مع منتخب أستراليا الوطني للكريكت. أما مع النوادي، فقد لعبت مع Victoria women's cricket team ‏.

## وصلات خارجية
- ميل جونز على موقع إي آس بي آن كريك إنفو (الإنجليزية)